# Mombuca
Mombuca este un oraș în São Paulo (SP), Brazilia.